# エレーナ・ベスニナ
エレーナ・ベスニナ（Elena Vesnina, ロシア語: Елена Сергеевна Веснина, 1986年8月1日 - ）は、ロシアの女子プロテニス選手。現ウクライナのリヴィウ生まれで、ロシアのソチに在住している。2013年の全仏オープンと2014年の全米オープン、2017年ウィンブルドン選手権女子ダブルスでエカテリーナ・マカロワとペアを組んで優勝した。ダブルスの得意な選手として知られ、これまでにWTAツアーでシングルス3勝、ダブルス19勝を挙げている。自己最高ランキングはシングルス13位、ダブルス1位。

## 来歴
ベスニナがリヴィウの地に生まれたのは、ソビエト連邦の崩壊の5年前にあたる。エレーナは母親の勧めで7歳からテニスを始め、現在はロシア領となったソチのスポーツ専門学校に通った。2002年に16歳でプロ入り。2005年10月末のカナダ・ケベックシティ大会のダブルスで、同じロシアのアナスタシア・ロディオノワと組んでツアー初優勝を果たす。2006年の全豪オープンで4大大会本戦にデビューし、いきなりナディア・ペトロワとの4回戦まで勝ち進んだ。この年から女子テニス国別対抗戦・フェドカップのロシア代表選手に選ばれる。
2007年1月、ベスニナは全豪オープン前哨戦のオーストラリア・ホバート大会でエレーナ・リホフツェワと組み、決勝でスペインペアのビルヒニア・ルアノ・パスクアル&アナベル・メディナ・ガリゲス組を破ってツアー2勝目を挙げた。この年はウィンブルドンでシングルス3回戦進出があり、第1シードのジュスティーヌ・エナンに 1-6, 3-6 で完敗している。2008年3月、ベスニナとディナラ・サフィナはインディアンウェルズ・マスターズの女子ダブルスで優勝した。インディアンウェルズの決勝戦で破った相手は、中国ペアの鄭潔&晏紫組であった。大規模なトーナメントでツアー3勝目を挙げた後、ベスニナは北京五輪のロシア代表選手に選ばれ、ベラ・ズボナレワと組んで女子ダブルスに出場した。このペアはベスト8まで勝ち進み、ビーナスとセリーナのウィリアムズ姉妹組に 4-6, 0-6 で敗退した。
2009年1月のニュージーランド・オークランド大会で、エレーナ・ベスニナは初めてシングルスの決勝戦に進んだが、同じロシアのエレーナ・デメンチェワに 4-6, 1-6 で敗れて初優勝を逃した。5月のローマ・マスターズで初めてビクトリア・アザレンカとペアを組んだベスニナは、このコンビで全仏オープンに出場し、第12シードから決勝戦に進出した。全仏女子ダブルス2連覇を目指したビルヒニア・ルアノ・パスクアル&アナベル・メディナ・ガリゲス組に 1-6, 1-6 のストレートで完敗し、ベスニナは全仏女子ダブルス準優勝者になった。この後ウィンブルドンで初の4回戦進出があり、同じロシアのエレーナ・デメンチェワに 1-6, 3-6 で敗退した。
2010年のウィンブルドンではダブルスでベラ・ズボナレワと組んで決勝に進出したが、バニア・キング&ヤロスラワ・シュウェドワ組に 6-7, 2-6 で敗退し、2009年全仏に続き準優勝となった。
2011年4月のファミリー・サークル・カップでシングルス5度目のツアー決勝に進出したが、キャロライン・ウォズニアッキに 2–6, 3–6 で敗れた。ダブルスではサニア・ミルザと組んでインディアンウェルズとチャールストンの2勝を挙げた。全仏オープンで2年ぶりの決勝に進出。決勝ではノーシードのアンドレア・フラバーチコバ&ルーシー・ハラデツカ組に 4–6, 3–6 で敗れ、4大大会3度目の準優勝となった。
2013年1月のモーリラ・ホバート国際で7度目のシングルス決勝に進出。モナ・バルテルを 6–3, 6–4 で破りベスニナはシングルスツアー初優勝を果たした。全仏オープンではエカテリーナ・マカロワとペアを組んだ女子ダブルスでサラ・エラニ&ロベルタ・ビンチ組を 7-5, 6-2 で破り優勝し初の4大大会ダブルスタイトルを獲得した。2014年全米オープンでもマカロワとのダブルスで決勝に進出した。決勝ではマルチナ・ヒンギス&フラビア・ペンネッタ組を 2–6, 6–3, 6–2 で破り4大大会ダブルス2勝目を挙げた。
2016年ウィンブルドン選手権ではノーシードからシングルス自己最高のベスト4に進出した。8月のリオ五輪ではマカロワとのダブルスでスイスのティメア・バシンスキー&マルチナ・ヒンギス組を 6–4, 6–4 で破り金メダルを獲得した。
ベスニナは混合ダブルスでも2011年ウィンブルドン選手権と2012年ウィンブルドン選手権、2012年全豪オープンで準優勝、2016年全豪オープンで優勝がある。
2018年6月11日付のランキングでマカロワと並んでダブルス1位になった。しかし2018年全仏オープンを最後に妊娠のためツアー出場から遠ざかっている。

## WTAツアー決勝進出結果

### シングルス: 10回 (3勝7敗)
| 大会グレード                  |
| ----------------------------- |
| グランドスラム (0–0)          |
| WTAファイナルズ (0–0)         |
| プレミア・マンダトリー (1–0)  |
| プレミア5 (0-0)               |
| WTAエリート・トロフィー (0-0) |
| プレミア (1–3)                |
| インターナショナル (1–4)      |

| 結果   | No. | 決勝日        | 大会                 | サーフェス | 対戦相手                         | スコア           |
| ------ | --- | ------------- | -------------------- | ---------- | -------------------------------- | ---------------- |
| 準優勝 | 1.  | 2009年1月10日 | オークランド         | ハード     | エレーナ・デメンチェワ           | 4–6, 1–6         |
| 準優勝 | 2.  | 2009年8月29日 | ニューヘイブン       | ハード     | キャロライン・ウォズニアッキ     | 2–6, 4–6         |
| 準優勝 | 3.  | 2010年7月31日 | イスタンブール       | ハード     | アナスタシア・パブリュチェンコワ | 7–5, 5–7, 4–6    |
| 準優勝 | 4.  | 2010年9月25日 | タシケント           | ハード     | アーラ・クドゥリャフツェワ       | 4–6, 4–6         |
| 準優勝 | 5.  | 2011年4月10日 | チャールストン       | クレー     | キャロライン・ウォズニアッキ     | 2–6, 3–6         |
| 準優勝 | 6.  | 2012年5月5日  | ブダペスト           | クレー     | サラ・エラニ                     | 5-7, 4-6         |
| 優勝   | 1.  | 2013年1月12日 | ホバート             | ハード     | モナ・バルテル                   | 6–3, 6–4         |
| 優勝   | 2.  | 2013年6月22日 | イーストボーン       | 芝         | ジェイミー・ハンプトン           | 6–2, 6–1         |
| 準優勝 | 7.  | 2016年4月10日 | チャールストン       | クレー     | スローン・スティーブンス         | 6–7(4), 2–6      |
| 優勝   | 3.  | 2017年3月19日 | インディアンウェルズ | ハード     | スベトラーナ・クズネツォワ       | 6–7(6), 7–5, 6–4 |

### ダブルス: 44回 (19勝25敗)
| 大会グレード          | 大会グレード                 |
| 2008年以前            | 2009年以後                   |
| --------------------- | ---------------------------- |
| グランドスラム (3-7)  |                              |
| オリンピック (1-0)    |                              |
| WTAファイナルズ (1-1) |                              |
| ティア I (1–0)        | プレミア・マンダトリー (4-6) |
| ティア I (1–0)        | プレミア5 (3-3)              |
| ティア II (0–5)       | プレミア (3-2)               |
| ティア III (1-1)      | インターナショナル (1–0)     |
| ティア IV ＆ V (1–0)  | インターナショナル (1–0)     |

| 結果   | No. | 決勝日         | 大会                 | サーフェス        | パートナー                 | 対戦相手                                                    | スコア              |
| ------ | --- | -------------- | -------------------- | ----------------- | -------------------------- | ----------------------------------------------------------- | ------------------- |
| 優勝   | 1.  | 2005年11月6日  | ケベックシティ       | ハード (室内)     | アナスタシア・ロディオノワ | リガ・デクメイエレ アシュリー・ハークルロード               | 6–7(4), 6–4, 6–2    |
| 準優勝 | 1.  | 2006年2月19日  | バンガロール         | ハード            | アナスタシア・ロディオノワ | リーゼル・フーバー サニア・ミルザ                           | 3–6, 3–6            |
| 準優勝 | 2.  | 2006年9月24日  | 北京                 | ハード            | アンナ・チャクベタゼ       | ビルヒニア・ルアノ・パスクアル パオラ・スアレス             | 2–6, 4–6            |
| 優勝   | 2.  | 2007年1月13日  | ホバート             | ハード            | エレーナ・リホフツェワ     | アナベル・メディナ・ガリゲス ビルヒニア・ルアノ・パスクアル | 2–6, 6–1, 6–2       |
| 準優勝 | 3.  | 2007年2月18日  | アントワープ         | カーペット (室内) | エレーナ・リホフツェワ     | カーラ・ブラック リーゼル・フーバー                         | 5–7, 6–4, 1–6       |
| 準優勝 | 4.  | 2007年5月6日   | ワルシャワ           | クレー            | エレーナ・リホフツェワ     | ベラ・ドゥシェビナ タチアナ・ペレビニス                     | 5–7, 6–3, [2–10]    |
| 優勝   | 3.  | 2008年3月22日  | インディアンウェルズ | ハード            | ディナラ・サフィナ         | 鄭潔 晏紫                                                   | 6–1, 1–6, [10–8]    |
| 準優勝 | 5.  | 2008年4月13日  | アメリアアイランド   | クレー            | ビクトリア・アザレンカ     | ベサニー・マテック ブラディミラ・ウーリロバ                 | 3–6, 1–6            |
| 準優勝 | 6.  | 2008年7月20日  | スタンフォード       | ハード            | ベラ・ズボナレワ           | カーラ・ブラック リーゼル・フーバー                         | 4–6, 3–6            |
| 準優勝 | 7.  | 2009年5月24日  | 全仏オープン         | クレー            | ビクトリア・アザレンカ     | アナベル・メディナ・ガリゲス ビルヒニア・ルアノ・パスクアル | 1–6, 1–6            |
| 準優勝 | 8.  | 2010年7月5日   | ウィンブルドン       | 芝                | ベラ・ズボナレワ           | バニア・キング ヤロスラワ・シュウェドワ                     | 6–7(6), 2–6         |
| 優勝   | 4.  | 2011年3月19日  | インディアンウェルズ | ハード            | サニア・ミルザ             | ベサニー・マテック＝サンズ メガン・ショーネシー             | 6–0, 7–5            |
| 優勝   | 5.  | 2011年4月9日   | チャールストン       | クレー            | サニア・ミルザ             | ベサニー・マテック＝サンズ メガン・ショーネシー             | 6–4, 6–4            |
| 準優勝 | 9.  | 2011年6月3日   | 全仏オープン         | クレー            | サニア・ミルザ             | アンドレア・フラバーチコバ ルーシー・ハラデツカ             | 4–6, 3–6            |
| 優勝   | 6.  | 2011年10月16日 | リンツ               | ハード (室内)     | マリーナ・エラコビッチ     | ユリア・ゲルゲス アンナ＝レナ・グローネフェルト             | 7–5, 6–1            |
| 準優勝 | 10. | 2012年2月25日  | ドバイ               | ハード            | サニア・ミルザ             | リーゼル・フーバー リサ・レイモンド                         | 2–6, 1–6            |
| 準優勝 | 11. | 2012年3月17日  | インディアンウェルズ | ハード            | サニア・ミルザ             | リーゼル・フーバー リサ・レイモンド                         | 2–6, 3–6            |
| 準優勝 | 12. | 2012年5月12日  | マドリード           | クレー            | エカテリーナ・マカロワ     | サラ・エラニ ロベルタ・ビンチ                               | 1-6, 6-3, [4-10]    |
| 準優勝 | 13. | 2012年5月20日  | ローマ               | クレー            | エカテリーナ・マカロワ     | サラ・エラニ ロベルタ・ビンチ                               | 2-6, 5-7            |
| 優勝   | 7.  | 2012年10月6日  | 北京                 | ハード            | エカテリーナ・マカロワ     | ヌリア・リャゴステラ・ビベス サニア・ミルザ                 | 7-5, 7-5            |
| 優勝   | 8.  | 2012年10月21日 | モスクワ             | ハード (室内)     | エカテリーナ・マカロワ     | マリア・キリレンコ ナディア・ペトロワ                       | 6–3, 1–6, [10–8]    |
| 優勝   | 9.  | 2013年3月16日  | インディアンウェルズ | ハード            | エカテリーナ・マカロワ     | ナディア・ペトロワ カタリナ・スレボトニク                   | 6–0, 5–7, [10–6]    |
| 優勝   | 10. | 2013年6月10日  | 全仏オープン         | クレー            | エカテリーナ・マカロワ     | サラ・エラニ ロベルタ・ビンチ                               | 7-5, 6-2            |
| 準優勝 | 14. | 2013年10月27日 | イスタンブール       | ハード (室内)     | エカテリーナ・マカロワ     | 謝淑薇 彭帥                                                 | 4-6, 5–7            |
| 準優勝 | 15. | 2014年1月24日  | 全豪オープン         | ハード            | エカテリーナ・マカロワ     | サラ・エラニ ロベルタ・ビンチ                               | 4-6, 6-3, 5-7       |
| 準優勝 | 16. | 2014年3月30日  | マイアミ             | ハード            | エカテリーナ・マカロワ     | マルチナ・ヒンギス ザビーネ・リシキ                         | 6-4, 4-6, [5-10]    |
| 優勝   | 11. | 2014年9月8日   | 全米オープン         | ハード            | エカテリーナ・マカロワ     | マルチナ・ヒンギス フラビア・ペンネッタ                     | 2–6, 6–3, 6–2       |
| 準優勝 | 17. | 2015年3月21日  | インディアンウェルズ | ハード            | エカテリーナ・マカロワ     | マルチナ・ヒンギス サニア・ミルザ                           | 3-6, 4-6            |
| 準優勝 | 18. | 2015年4月5日   | マイアミ             | ハード            | エカテリーナ・マカロワ     | マルチナ・ヒンギス サニア・ミルザ                           | 5-7, 1-6            |
| 準優勝 | 19. | 2015年7月11日  | ウィンブルドン       | 芝                | エカテリーナ・マカロワ     | マルチナ・ヒンギス サニア・ミルザ                           | 7–5, 6–7(4), 5–7    |
| 優勝   | 12. | 2015年10月23日 | モスクワ             | ハード (室内)     | ダリア・カサキナ           | イリーナ＝カメリア・ベグ モニカ・ニクレスク                 | 6–3, 6–7(7), [10–5] |
| 準優勝 | 20. | 2016年5月15日  | ローマ               | クレー            | エカテリーナ・マカロワ     | マルチナ・ヒンギス サニア・ミルザ                           | 1–6, 7–6(5), [3–10] |
| 準優勝 | 21. | 2016年6月5日   | 全仏オープン         | クレー            | エカテリーナ・マカロワ     | クリスティナ・ムラデノビッチ キャロリン・ガルシア           | 3-6, 6-2, 4-6       |
| 優勝   | 13. | 2016年7月31日  | モントリオール       | ハード            | エカテリーナ・マカロワ     | シモナ・ハレプ モニカ・ニクレスク                           | 6–3, 7–6(5)         |
| 優勝   | 14. | 2016年8月14日  | リオ五輪             | ハード            | エカテリーナ・マカロワ     | ティメア・バシンスキー マルチナ・ヒンギス                   | 6–4, 6–4            |
| 優勝   | 15. | 2016年10月30日 | シンガポール         | ハード (室内)     | エカテリーナ・マカロワ     | ベサニー・マテック＝サンズ ルーシー・サファロバ             | 7–6(5), 6–3         |
| 準優勝 | 22. | 2017年1月7日   | ブリスベン           | ハード            | エカテリーナ・マカロワ     | ベサニー・マテック＝サンズ サニア・ミルザ                   | 2–6, 3–6            |
| 優勝   | 16. | 2017年2月25日  | ドバイ               | ハード            | エカテリーナ・マカロワ     | アンドレア・フラバーチコバ 彭帥                             | 6–2, 4–6, [10–7]    |
| 準優勝 | 23. | 2017年5月21日  | ローマ               | クレー            | エカテリーナ・マカロワ     | 詹詠然 マルチナ・ヒンギス                                   | 5–7, 6–7(4)         |
| 優勝   | 17. | 2017年7月15日  | ウィンブルドン       | 芝                | エカテリーナ・マカロワ     | 詹皓晴 モニカ・ニクレスク                                   | 6–0, 6–0            |
| 優勝   | 18. | 2017年8月13日  | トロント             | ハード            | エカテリーナ・マカロワ     | アンナ＝レナ・グローネフェルト クベタ・ペシュケ             | 6–0, 6–4            |
| 準優勝 | 24. | 2018年1月26日  | 全豪オープン         | ハード            | エカテリーナ・マカロワ     | ティメア・バボシュ クリスティナ・ムラデノビッチ             | 4–6, 3–6            |
| 準優勝 | 25. | 2018年3月17日  | インディアンウェルズ | ハード            | エカテリーナ・マカロワ     | 謝淑薇 バルボラ・ストリコバ                                 | 4–6, 4–6            |
| 優勝   | 19. | 2018年5月12日  | マドリード           | クレー            | エカテリーナ・マカロワ     | ティメア・バボシュ クリスティナ・ムラデノビッチ             | 2–6, 6–4, [10–8]    |

## 4大大会シングルス成績
略語の説明
| W | F | SF | QF | #R | RR | Q# | LQ | A | Z# | PO | G | S | B | NMS | P | NH |

W=優勝, F=準優勝, SF=ベスト4, QF=ベスト8, #R=#回戦敗退, RR=ラウンドロビン敗退, Q#=予選#回戦敗退, LQ=予選敗退, A=大会不参加, Z#=デビスカップ/BJKカップ地域ゾーン, PO=デビスカップ/BJKカッププレーオフ, G=オリンピック金メダル, S=オリンピック銀メダル, B=オリンピック銅メダル, NMS=マスターズシリーズから降格, P=開催延期, NH=開催なし.
| 大会           | 2005 | 2006 | 2007 | 2008 | 2009 | 2010 | 2011 | 2012 | 2013 | 2014 | 2015 | 2016 | 2017 | 2018 | 通算成績 |
| -------------- | ---- | ---- | ---- | ---- | ---- | ---- | ---- | ---- | ---- | ---- | ---- | ---- | ---- | ---- | -------- |
| 全豪オープン   | A    | 4R   | 2R   | 3R   | 1R   | 1R   | 1R   | 1R   | 4R   | 1R   | 1R   | LQ   | 3R   | 2R   | 12–12    |
| 全仏オープン   | A    | 1R   | 1R   | 1R   | 2R   | 1R   | 1R   | 1R   | 1R   | 2R   | 3R   | 2R   | 3R   | 1R   | 7–13     |
| ウィンブルドン | A    | 2R   | 3R   | 2R   | 4R   | 1R   | 2R   | 2R   | 2R   | 2R   | 1R   | SF   | 2R   | A    | 18–11    |
| 全米オープン   | LQ   | 1R   | 1R   | 2R   | 3R   | 1R   | 1R   | 2R   | 2R   | 3R   | 2R   | 3R   | 3R   | A    | 12–12    |